# Distretto di Kalakan
Il distretto di Kalakan è un distretto dell'Afghanistan appartenente alla provincia di Kabul. Viene stimata una popolazione di 29.500 abitanti (dato 2012-13).